# Rode grutto
De rode grutto (Limosa haemastica) is een vogel uit de familie van de steltloperachtigen (Scolopacidae).

## Verspreiding en leefgebied
Deze soort komt voor van westelijk Alaska tot centraal Canada.

## Status
De grootte van de populatie is in 2020 geschat op 77 duizend vogels. Op de Rode lijst van de IUCN heeft deze soort de status niet bedreigd.

## Externe link

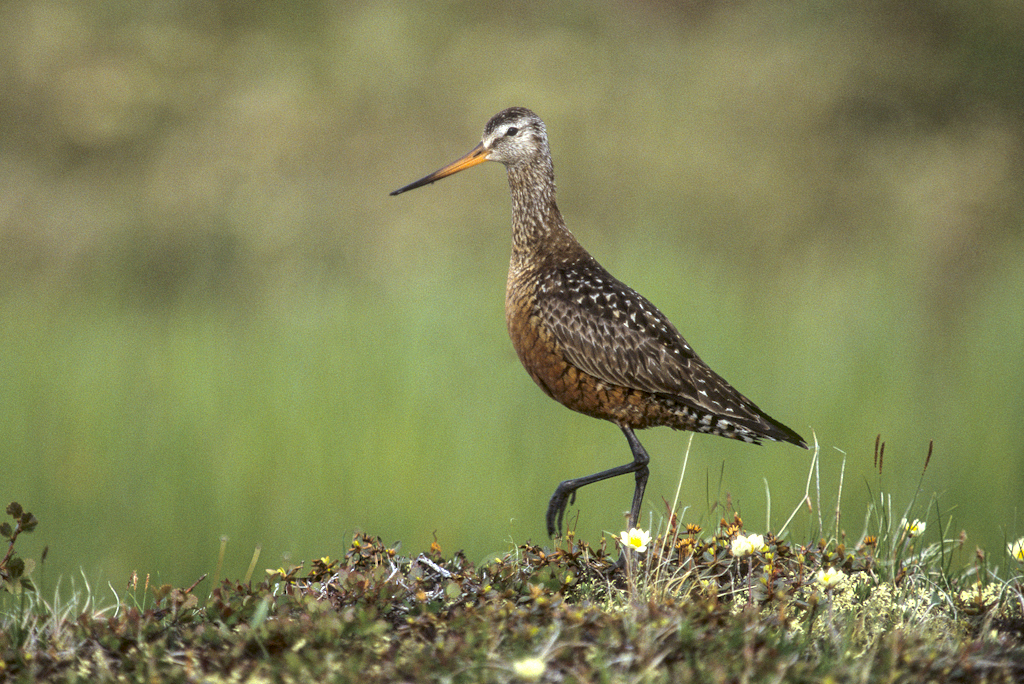